# Ducado raíz

El Sacro Imperio Romano Germánico hacia el año 1000.
----
Ducado de Sajonia
Alta Lorena
Baja Lorena
Ducado de Franconia
Ducado de Suabia
Ducado de Baviera

Los ducados raíz (en alemán: Stammesherzogtum; literalmente, ducado tribal) fueron esencialmente los dominios de las antiguas tribus germánicas del área asociada con el Reino de los francos, especialmente su parte oriental, durante la Alta Edad Media. Finalmente, cuando la Francia Oriental comienza a conformar el Sacro Imperio Romano Germánico, las antiguas áreas tribales asumieron nuevas identidades como subdivisiones del reino, incorporando Lotaringia (propiamente Francia Media).
A diferencia de los ducados posteriores, estas entidades no definían límites administrativos precisos, sino el área ocupada por las tribus germánicas principales. Sus duques, por tanto, no eran administradores reales ni señores territoriales.

## Ducados raíz viejos
Los ducados raíz viejos eran regiones habitadas por tribus germánicas que estaban asociados con el reino de los francos. Los ducados eran entidades más o menos independientes dirigidas por mandatarios locales que habían adquirido el título de herzog (equivalente a duque). Todos ellos fueron abolidos durante el inicio de la dinastía carolingia. Estos ducados raíz viejos son:
Alamania (o Suabia)

Los alamanes cayeron bajo dominio franco hacia 539 y fueron dirigidos por varios duques hasta 746, cuando el mayordomo Carlomán disuelve el ducado con la masacre de Cannstatt.
Baviera

Los bávaros fueron sometidos por los francos hacia 550 y estuvieron gobernados por los agilolfingos hasta 788, cuando Carlomagno depone al último duque.
Sajonia

Los sajones estuvieron relativamente asociados con los francos durante la época merovingia pero en la práctica independientes hasta que fueron sometidos por Carlomagno durante las Guerras sajonas (772-804).

## Ducados raíz jóvenes
Tras la desaparición de los ducados tribales, los carolingios administraron estas regiones por medio de condes y preceptos, o en ocasiones entregando el poder a algún miembro de la dinastía, como en el caso de Luis el Germánico en Baviera. Después de la división del reino en los tratados de Verdún (843), Mersen (870) y Ribemont (880), la Francia Oriental estaba compuesta por Baviera, Alamania y Sajonia junto con las zonas orientales del territorio franco. El reino fue dividido en 864-865 entre los hijos de Luis el Germánico, en gran parte a lo largo de las fronteras de las tribus. El poder real rápidamente se desintegró después de 899 bajo el mandato de Luis IV de Alemania, que permitió a los magnates locales revivir los ducados como entidades autónomas y dirigir a sus tribus bajo la autoridad suprema del rey. Después de que la rama oriental de los carolingios se extinguiera en 911, los duques compitieron por la corona, primero con los conradinos de Franconia (911) y finalmente con el triunfo de los otonianos. Aunque el fuerte gobierno de estos y sus sucesores a menudo redujeron de nuevo a los duques a simples lugartenientes reales, los ducados tribales se mantuvieron en gran medida intactos hasta el reinado de la dinastía Hohenstaufen.
Ducado de Sajonia (880-1180)

Los miembros de la familia Liudolfinga (dinastía sajona u otoniana), que habían ocupado la administración de Sajonia, ascendieron a la posición de duques e incluso ganaron el título de reyes después de 919. En el siglo XI, el ducado era dirigido por los bilungos, y después de 1137 la Casa de Welf dominó el ducado. La caída del duque Enrique el León en 1180 supuso el desmantelamiento del ducado en tres partes menores: el ducado de Westfalia, el ducado de Brunswick-Luneburgo y el ducado de Sajonia (este último en torno al río Elba).
Ducado de Franconia (906-939)

La familia Conradina, cercana a la corte real, obtuvo la hegemonía ducal en Franconia pero no logró unificar la región. Después de alcanzar la corona real en el 911, tuvieron que cederla a los otonianos. Tras una rebelión fallida, los conradinos fueron depuestos y el ducado se convirtió en una posesión de la Corona. La región fue dividida así en un conglomerado de territorios feudales y principados eclesiásticos.
Ducado de Baviera (907-1180)

La dinastía Luitpoldinga, responsable de la defensa de la Marca de Carintia, ascendió al estatus de duques. Fueron sucedidos por una rama de la dinastía Liudolfinga y finalmente por los Güelfos, cuyas luchas con los reyes de la dinastía Hohenstaufen supusieron la separación de Baviera de Austria (1156) y Estiria y el Tirol (1180). El reducido territorio ducal se le entregó a la familia Wittelsbach.
Ducado de Suabia (909-1268)

Los Hunfridingos establecidos en Turgovia adquirieron primero la posición de duques pero la perdieron pronto en sus luchas con los reyes liudolfingos. Tras pasar por varias familias, el ducado pasó a la dinastía Hohenstaufen en 1079. Su ascenso a la corona real hizo de Suabia el soporte de la corona pero su caída en el siglo XIII condujo a Suabia a la completa desintegración en pedazos, que acabaron siendo dominados por las familias Wittelsbach, Wurtemberg y Habsburgo.
Ducado de Lotaringia (903-959)

Como una pieza central del Reino franco y con una identidad tribal esencialmente franca, Lotaringia fue organizada como ducado en 903 y mantuvo una posición cambiante entre los reinos de la Francia Oriental y la Francia Occidental hasta 939, cuando fue incorporado finalmente al reino de la Francia Oriental. En el año 959 el ducado fue repartido en Baja Lotaringia (que fue dividido aún más a su vez) y Alta Lotaringia (parte de la cual daría lugar al actual territorio francés de Lorena).

## Ducados raíz en Francia
Los historiadores alemanes han limitado normalmente el término de ducado raíz o tribal al reino de la Francia Oriental con su diversidad de tribus germánicas, a diferencia del romanizado y más uniformizado reino de la Francia Occidental, cuyos ducados se consideraban unidades regionales de administración sin cohesión étnica. Sin embargo, de acuerdo a Flach y Kienast, los ducados de Francia (Bretaña, Normandía, Gascuña, Aquitania y Borgoña) tenían también bases étnicas antes de que los reyes franceses comenzaran a crear ducados en el siglo XIV. La naturaleza y el papel de los ducados raíz germánicos son ahora caracterizados diferenciándolos con los viejos ducados de Francia.